# Cortaderia modesta
Cortaderia modesta là một loài thực vật có hoa trong họ Hòa thảo. Loài này được (Döll) Hack. ex Dusén mô tả khoa học đầu tiên năm 1909.